# Columbarium veridicum
Columbarium veridicum is een slakkensoort uit de familie van de Turbinellidae. De wetenschappelijke naam van de soort is voor het eerst geldig gepubliceerd in 1963 door Dell.